# Michel Godet

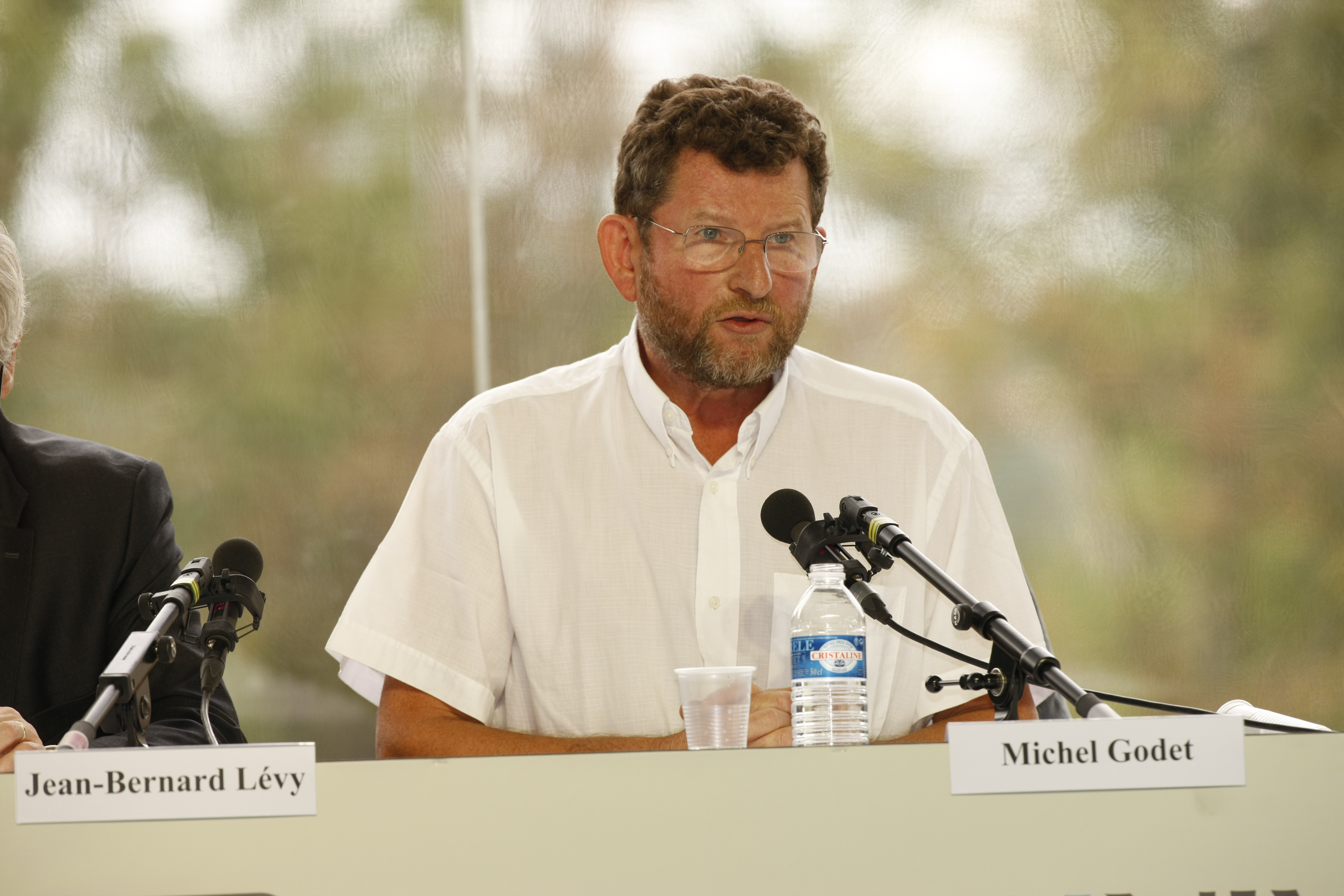
Michel Godet

Michel Godet (* 9. dubna 1948) je francouzský prognostik a futurolog, který se zabývá strategickou prospektivou, strategickým plánováním, metodologií prognostiky a vytvářením alternativních scénářů budoucího vývoje. Je profesorem strategické prospektivy na Conservatoire national des arts et métiers v Paříži.

## Dílo
Je autorem knih o prognostice a scénářovém plánování
- The Crisis in Forecasting and the Emergence of the Prospective Approach (1979)
- Prospective et Planification stratégique (1985)
- Scenarios and Strategic Management (1987)
- Futures Studies. A Tool.Box for Problem Solving (spoluautor) (1991)
- De l'anticipation l'action (1991)
- L'avenir Autrement (1991)
- From Anticipation to Action. A Handbook of Strategic Prospective (1993)
- La Pensée unique, le vrai Procès, za kom Françoise Thom, Jean-Pierre Thiollet … (1998)
- Creating Futures. Scenario Planning as a Strategic Management Tool (2001)